# Bahnstrecke Brühl-Vochem–Köln-Godorf Hafen
| |                      |                         |                         |
| Streckenlänge: | 6,68 km              |                         |                         |
| Spurweite: | 1435 mm (Normalspur) |                         |                         |
| Stromsystem: | 750 V =              |                         |                         |
| |                      |                         |                         |
| \| \| \| von Köln \| \| \| \| 0,0 \| Brühl-Vochem \| Brühl-Vochem \| \| \| \| \| \| \| \| \| Bw Brühl-Vochem (HGK) \| \| \| \| \| nach Brühl Gbf (DB) \| \| \| \| \| \| \| \| \| \| Brühl Nord \| \| \| \| \| Brühl Mitte \| \| \| \| \| nach Bonn \| \| \| \| \| \| \| \| \| 1,0 \| Brühl Brücke \| Brühl Brücke \| \| \| \| Linke Rheinstrecke (DB) \| \| \| \| 2,2 \| Brühl Ost \| Brühl Ost \| \| \| 3,5 \| Berzdorf Nord \| Berzdorf Nord \| \| \| 5,3 \| Wesseling-Berzdorf \| Wesseling-Berzdorf \| \| \| \| \| \| \| \| \| Wesseling Nord \| \| \| \| \| Rheinuferbahn \| \| \| \| \| \| \| \| \| \| von Köln \| \| \| \| \| Wesseling \| \| \| \| \| nach Bonn \| \| \| \| 6,7 \| Köln-Godorf Hafen \| Köln-Godorf Hafen \| \| \| \| \| \| \| Quellen: [1][2] \| \| \| \| |                      |                         |                         |
| Strecke |                      | von Köln                | von Köln                |
| Bahnhof | 0,0                  | Brühl-Vochem            | Brühl-Vochem            |
| Abzweig geradeaus und nach links · Strecke von rechts |                      |                         |                         |
| Strecke · Dienststation / Betriebs- oder Güterbahnhof |                      | Bw Brühl-Vochem (HGK)   | Bw Brühl-Vochem (HGK)   |
| Strecke · Abzweig geradeaus und nach links |                      | nach Brühl Gbf (DB)     | nach Brühl Gbf (DB)     |
| Abzweig geradeaus und von links · Abzweig geradeaus und von rechts |                      |                         |                         |
| Bahnhof · Strecke |                      | Brühl Nord              | Brühl Nord              |
| Bahnhof · Strecke |                      | Brühl Mitte             | Brühl Mitte             |
| Strecke nach rechts · Strecke |                      | nach Bonn               | nach Bonn               |
| Verschwenkung nach rechts |                      |                         |                         |
| ehemaliger Haltepunkt / Haltestelle | 1,0                  | Brühl Brücke            | Brühl Brücke            |
| Kreuzung geradeaus oben |                      | Linke Rheinstrecke (DB) | Linke Rheinstrecke (DB) |
| Dienststation / Betriebs- oder Güterbahnhof | 2,2                  | Brühl Ost               | Brühl Ost               |
| ehemaliger Haltepunkt / Haltestelle | 3,5                  | Berzdorf Nord           | Berzdorf Nord           |
| Dienststation / Betriebs- oder Güterbahnhof | 5,3                  | Wesseling-Berzdorf      | Wesseling-Berzdorf      |
| Verschwenkung von links · Verschwenkung von rechts |                      |                         |                         |
| ehemaliger Haltepunkt / Haltestelle · Strecke |                      | Wesseling Nord          | Wesseling Nord          |
| Kreuzung geradeaus unten · Kreuzung geradeaus unten |                      | Rheinuferbahn           | Rheinuferbahn           |
| Abzweig geradeaus und von links · Abzweig geradeaus und von rechts |                      |                         |                         |
| Abzweig geradeaus und von rechts · Strecke |                      | von Köln                | von Köln                |
| Bahnhof · Strecke |                      | Wesseling               | Wesseling               |
| Strecke nach rechts · Strecke |                      | nach Bonn               | nach Bonn               |
| Betriebs-/Güterbahnhof Streckenende | 6,7                  | Köln-Godorf Hafen       | Köln-Godorf Hafen       |
| |                      |                         |                         |
| Quellen: |                      |                         |                         |

Die Bahnstrecke Brühl-Vochem–Köln-Godorf Hafen, auch „Querbahn“ genannt, ist eine Eisenbahnstrecke der Häfen und Güterverkehr Köln (HGK), die die Städte Brühl und Wesseling zwischen Köln und Bonn miteinander verbindet. Neben dem Güterverkehr wird sie auch für Betriebsfahrten der Stadtbahnen der Kölner Verkehrs-Betriebe genutzt. Die Strecke war Teil des Stammnetzes der Köln-Bonner Eisenbahnen (KBE).

## Geschichte
Die Querbahn wurde im Winter 1901 von Havestadt & Contag im Auftrag der damaligen Cöln-Bonner Kreisbahnen (spätere KBE) gebaut, um die Vorgebirgsbahn bei Vochem mit dem Hafen Wesseling Rheinwerft zu verbinden. Mit Rücksicht auf die unterschiedlichen Spurweiten der Vorgebirgsbahn und der in Planung befindlichen Rheinuferbahn wurde die Strecke mit Dreischienengleis für Meter- und Normalspur gebaut. Die Strecke wurde mitsamt einem Anschluss an die Staatsbahn am 31. März 1901 eröffnet, der Umladebahnhof „Wesseling Rheinwerft“ ging verzögert am 19. November 1901 in Betrieb.
Ab 1917 wurden die Schmalspurgleise abgebaut, 1920 begannen der zweigleisige Ausbau und die Elektrifizierung. Zur Beseitigung der höhengleichen Kreuzung mit der Rheinuferbahn wurde diese 1927 in Wesseling verlegt, wodurch einerseits die Querbahn eine höhenfreie Kreuzung erhielt und andererseits Platz für einen Ausbau des Hafens und der dortigen Bahnanlagen geschaffen wurde, der 1922 begann und 1928 abgeschlossen wurde.
Am 30. Mai 1981 verkehrte der letzte planmäßige Personenzug auf der Querbahn. Seither wird die Strecke ausschließlich im Güterverkehr sowie durch ein- und ausfahrende Züge der Linie 18 aus dem Betriebshof Wesseling befahren. Als für die Abschlussveranstaltung des Weltjugendtags 2005 auf dem Marienfeld bei Frechen eine große Zahl von Teilnehmern von Bonn nach Brühl befördert werden musste, wurden parallel zur Linie 18 Verstärkungszüge eingesetzt, die aus Bonn ohne Halt über die Rheinuferbahn (Linie 16) und die Querbahn nach Brühl und zurück fuhren.
Heute fahren einzelne Züge der Linie 18 und 16 in Tagesrandlage über die Querbahn. Die ehemaligen Haltepunkte werden dabei nicht bedient.

## Streckenbeschreibung

### Bahnhof Brühl-Vochem
Der Bahnhof Brühl-Vochem an der Vorgebirgsbahn liegt etwa einen halben Kilometer entfernt vom Brühler Güterbahnhof, mit dem er durch eine kurze Strecke verbunden ist. Außerdem zweigt hier die Querbahn von der Vorgebirgsbahn ab. Zwischen der Verbindungskurve und der Querbahn befindet sich auch das Betriebswerk Vochem der HGK. Bis 1966 befand sich hier außerdem der Anfang der Mödrath-Liblar-Brühler Eisenbahn.

### Haltepunkt Brühl Nord
Auch vom Haltepunkt Brühl Nord im gleichnamigen Stadtteil zweigt eine Verbindungskurve zur Querbahn ab. Sie wurde 1951 erbaut und ist eingleisig.
Heute dient sie nur noch den morgendlichen Fahrten der Linie 18, die aus dem Betriebshof Wesseling in Richtung Bonn fahren. Güterverkehr findet auf diesem Abschnitt nicht mehr statt.

### Haltepunkt Brühl Brücke
Der Haltepunkt befand sich nahe dem Brühler Güterbahnhof und der dort ansässigen Industrie. Er existierte bis zur Einstellung des Personenverkehrs 1981, und auch danach wurden lange Zeit die Bahnsteige und Treppenaufgänge nicht abgebaut. 1989 gab es einige Sonderfahrten, die auch hier hielten. Heute ist nicht mehr viel vom ehemaligen Haltepunkt zu erkennen – die Treppen sind zugewachsen.
Direkt hinter dem Haltepunkt kreuzt die Strecke mit einer Brücke die linke Rheinstrecke und die Kölnstraße, deshalb der Name Brühl Brücke.

### Bahnhof Brühl-Ost
Der Bahnhof Brühl-Ost befindet sich am Bahnübergang der Bergerstraße in der Nähe des Brühler Eisenwerks. Hier befinden sich noch Anschlussgleise zu einigen Unternehmen. Bahnsteige sind nicht mehr vorhanden, auch das alte Bahnhofsgebäude wurde mittlerweile abgerissen.

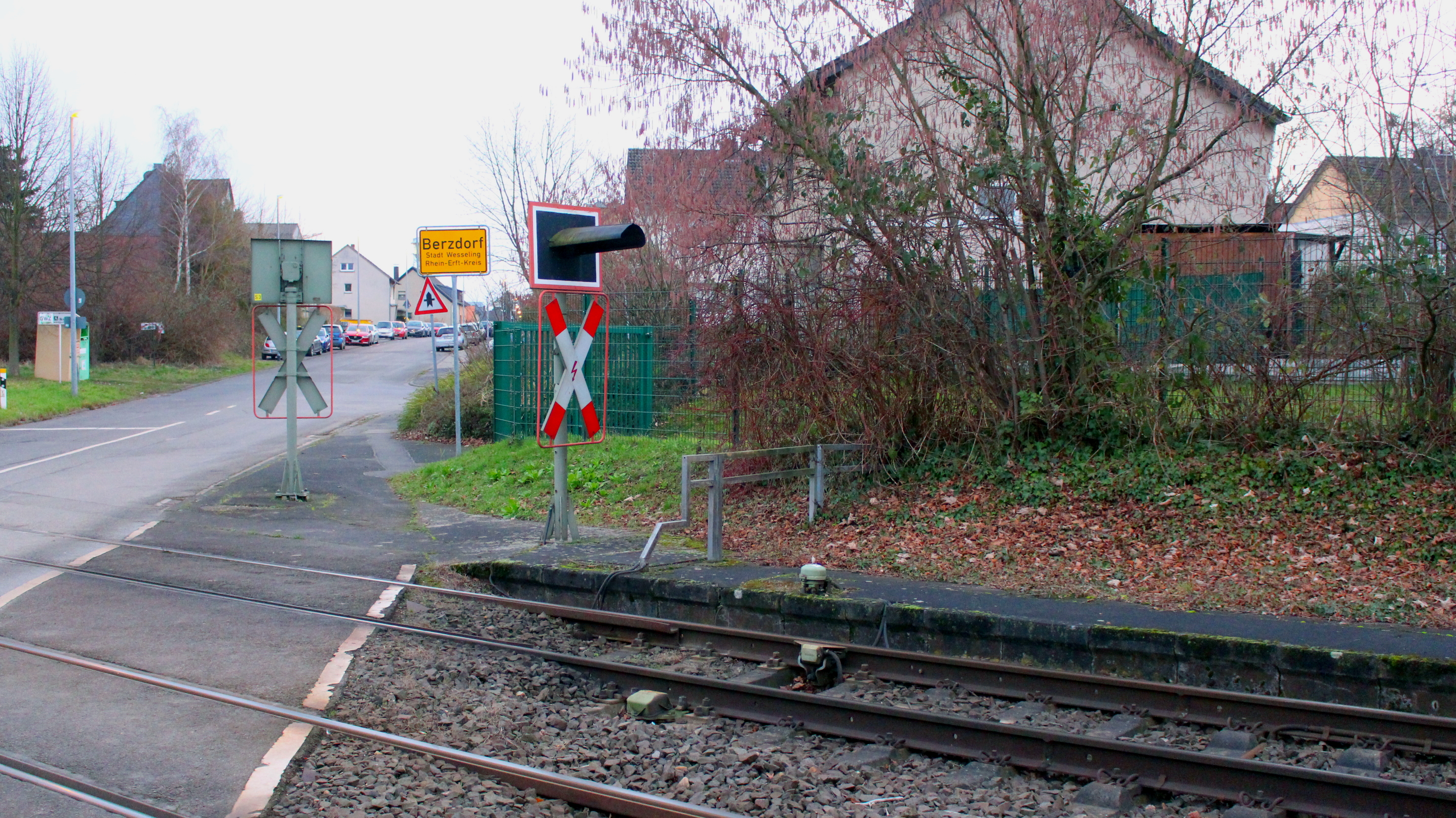
Ehemaliger Haltepunkt Berzdorf Nord

### Haltepunkt Berzdorf Nord
Der Haltepunkt Berzdorf Nord befindet sich im nördlichen Teil des Wesselinger Stadtteils Berzdorf. Auch hier liegt der Haltepunkt wieder an einem Bahnübergang; die Bahnsteige sind noch vorhanden. Die Straße „Am Nordbahnhof“ erinnert noch an die Existenz dieses Bahnhofes.

### Bahnhof Wesseling-Berzdorf
Der Bahnhof in Wesseling-Berzdorf hieß bis zur Eingemeindung Berzdorf (Kr. Köln). Auch er existiert für den Güterverkehr bis heute, hier befinden sich Gleise zum Lyondellbasell-Werk in Wesseling. An den Personenverkehr erinnern nur Reste des Bahnsteigs auf einer Seite.

### Haltepunkt Wesseling Nord
Kurz vor dem Haltepunkt Wesseling Nord der Rheinuferbahn teilt sich die Strecke der Querbahn wieder. Nördlich geht es zum Hafen in Godorf. Das Stück zum Hafen ist nie elektrifiziert worden, da es nur dem Güterverkehr diente. Eine Fahrt zum Bahnhof Godorf der Rheinuferbahn ist also nicht möglich.
Der Personenverkehr unterquert südlich die Rheinuferbahn und schließt sich ihr dann an. Die Verbindungskurve ist wie die in Brühl Nord eingleisig. Hier hatte die Querbahn auch einen eigenen gleichnamigen Haltepunkt an der Kurve, kurz vor der Unterquerung der Rheinuferbahn.

### Bahnhof Wesseling
Bis zum Bahnhof Wesseling verläuft die Querbahn östlich von der Rheinuferbahn. Hier hat sie ihren eigenen Bahnsteig, der bei den Fahrten in Tagesrandlage zum Ein- und Ausstieg genutzt wird. Der sogenannte „Brühler Bahnsteig“ befindet sich direkt neben dem Bahnhofsgebäude und ist hier im Gegensatz zu den anderen Bahnsteigen noch nicht barrierefrei ausgebaut.